# Palacio Gyama
El Palacio Gyama o Gyama Mingyur Ling en el condado de Maizhokunggar, Lhasa, Tíbet, en la actual China. Es una estructura ahora en ruinas, que fue construida por Namri Songtsen en el siglo sexto como la nueva capital del reino en expansión. Su hijo, Songtsän Gampo, nació allí, pero más tarde se trasladó la capital a Lhasa. El palacio está ahora en ruinas.
El Gyama se encuentra en el Valle Gyama en el sur del condado de Maizhokunggar, Lhasa. Fue construido por Namri Songtsen en el siglo VI después de haber ganado el control de la zona de los Supi. Songtsän Gampo , su hijo, nació en el edificio. Songtsän Gampo unificó la meseta tibetana y estableció el Imperio tibetano ( 629-846 ). Cuando se trasladó la capital del reino a Lhasa, se construyó el Palacio de Potala. La transferencia se realizó en 633 AD.